# Neako
Nikko Bailey (Newark, New Jersey, SAD, 23. travnja 1986.), bolje poznat po svom umjetničkom imenu Neako je američki reper, tekstopisac i producent. Svoj prvi miksani album The Rubix Cube: Red Edition je objavio 2007. godine preko svoje diskografske kuće The World Music Group. Godine 2011. potpisao je ugovor za diskografsku kuću Gramercy Records, te za diskografsku kuću Taylor Gang Records koja je u vlasništvu Wiz Khalife. U listopadu iste godine objavio je miksani album The Number 23. Album sadrži jednu promotivnu pjesmu "Scanners" na kojoj gostuje Wiz Khalifa. U veljači 2012. godine objavio je svoj deseti miksani album pod imenom LVLZebra.

## Diskografija

### Nezavisni albumi
- T.A.T.T. (These Are The Times) (2012.)

### Miksani albumi
- The Rubix Cube: Red Edition (2007.)
- The Rubix Cube: Green Edition (2008.)
- The Rubix Cube: Blue Edition (2009.)
- Junk Food (2009.)
- The Rubix Cube: Yellow Edition (2010.)
- LoudPACK: Love & Other Drugs (2010.)
- LoudPACK 2: Highlights (2010.)
- LoudPACK TREE (2011.)
- The Number 23 (2011.)
- LVLZebra (2012.)

## Vanjske poveznice
- Službena stranica  Arhivirana inačica izvorne stranice od 5. siječnja 2012. (Wayback Machine)
- Neako na Twitteru
- Neako na MySpaceu